# Anna Shapiro
Anna Davida Shapiro (Evanston, 10 marzo 1966) è una regista teatrale statunitense.

## Biografia
Anna D. Shapiro è nata ad Evanston, la più giovane di quattro figli. Dopo gli studi a Yale ha cominciato a dirigere per il teatro, affermandosi sulle scene di Chicago grazie al suo lavoro per la Steppenwolf Theater Company. Qui ebbe modo di curare la regia della prima produzione di Agosto, foto di famiglia: il dramma si è rivelato un successo, ha vinto il Premio Pulitzer ed è stata trasferita a Broadway, dove la Shapiro ha vinto il Drama Desk Award, l'Outer Critics Circle Award e il Tony Award alla miglior regia di un'opera teatrale.
Da allora ha regolato di frequente a Broadway, dirigendo numerose opere teatrali con cast di alto profilo, tra cui Uomini e topi con James Franco (2014), Fish in the Dark con Larry David (2015), Straight White Man con Armie Hammer (2018) e The Minutes con Noah Reid (2022). Insegna alla Northwestern University. 
È sposata con l'attore Ian Barford e ha due figli.